# أكمة البير (السياني)

تعديل مصدري - تعديل

اكمه البير محلة تابعة لقرية السبرة، التابعة لعزلة الازارق بمديرية السياني إحدى مديريات محافظة إب في الجمهورية اليمنية.، بلغ تعداد سكانها 53 حسب تعداد اليمن لعام 2004.